# Greg Moore (Rennfahrer)

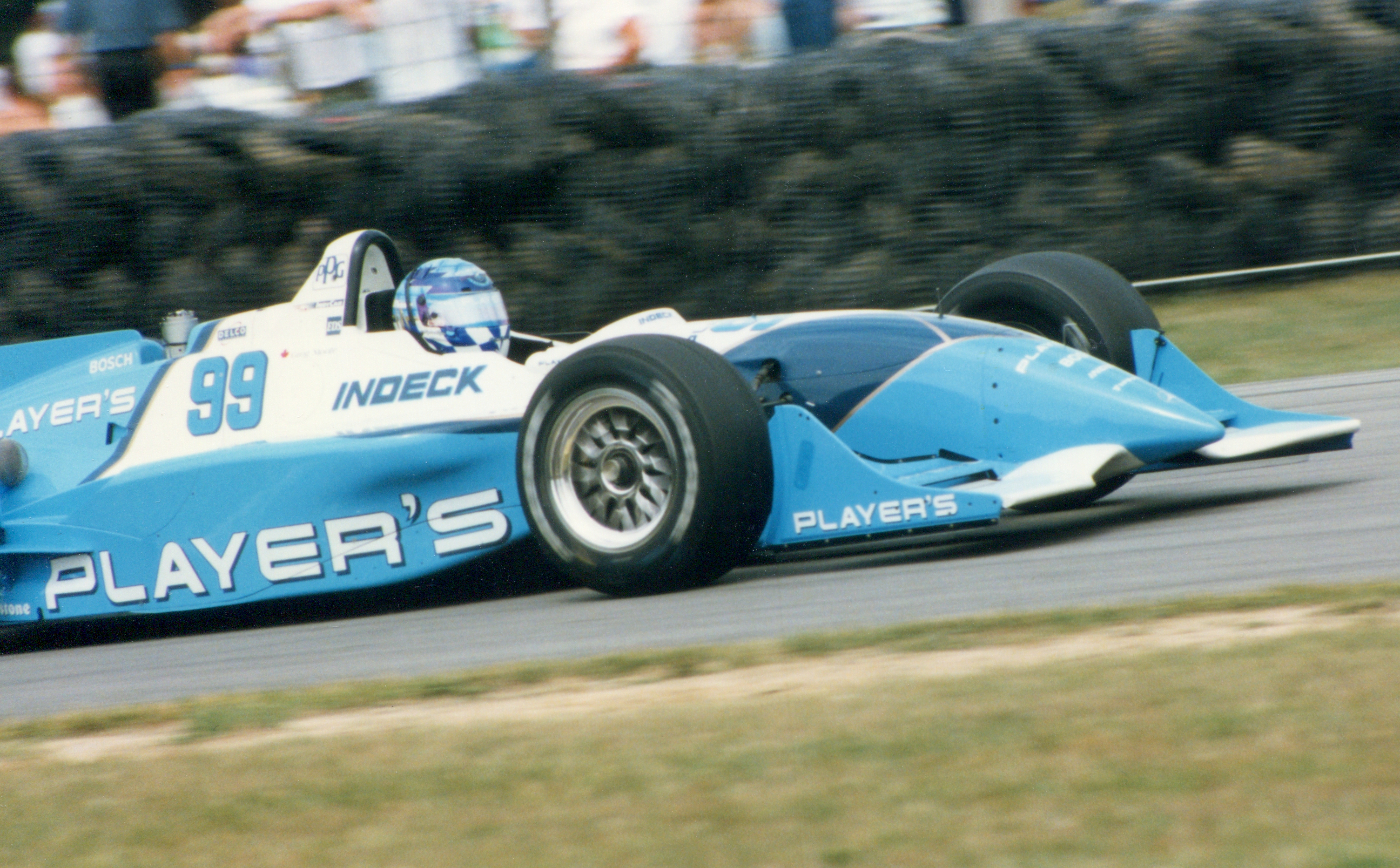
Greg Moore 1996 in Mid-Ohio

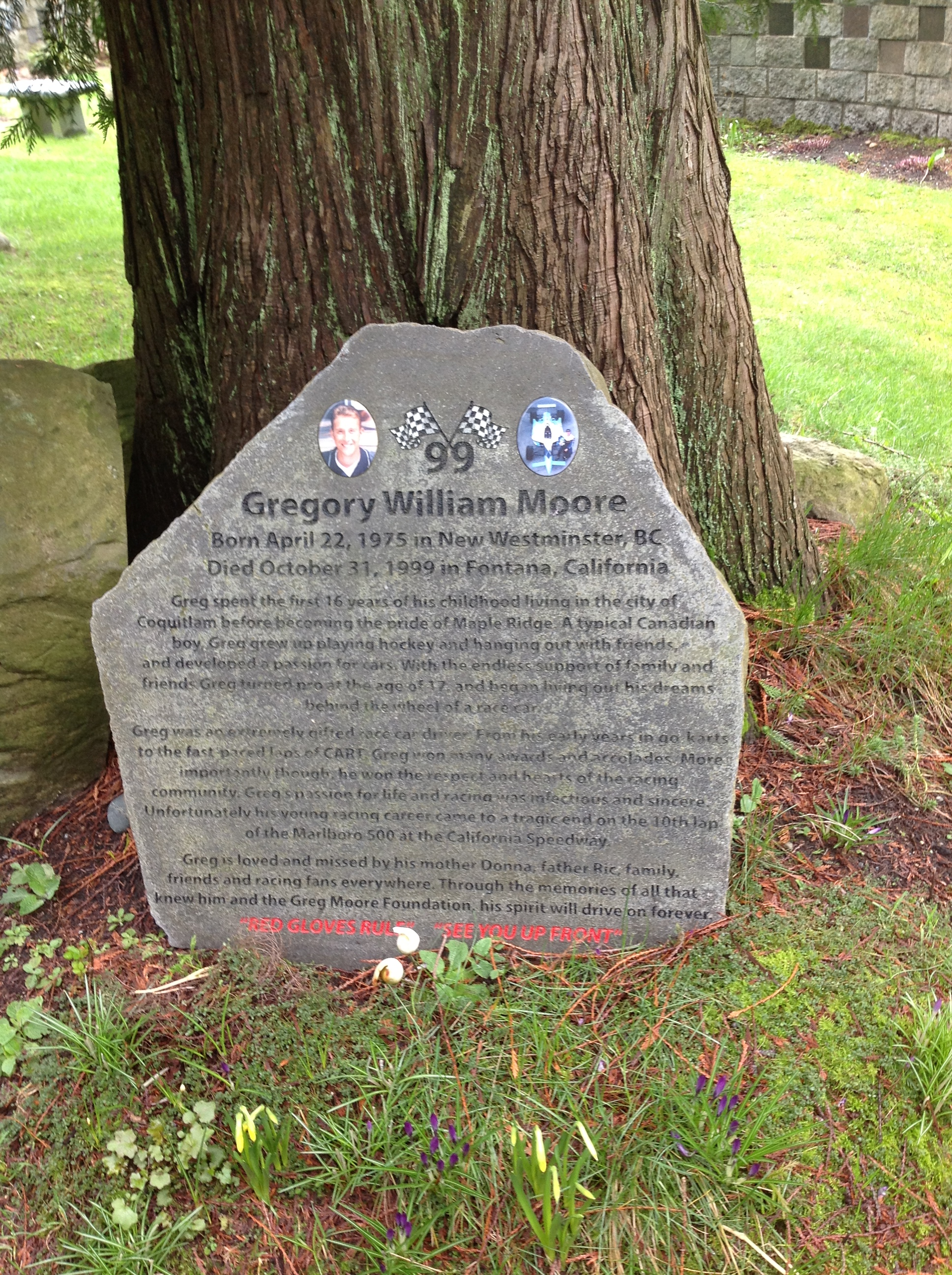
Gedenkstätte von Greg Moore im Robinson-Memorial-Park-Friedhof

Gregory William „Greg“ Moore (* 22. April 1975 in New Westminster, British Columbia, Kanada; † 31. Oktober 1999 in Fontana, Kalifornien) war ein kanadischer Automobilrennfahrer. Moore galt seinerzeit als eines der größten Talente im nordamerikanischen Formelsport.

## Nachwuchskategorien
Seine Karriere als Rennfahrer begann 1986 mit Karts, er gewann die nordamerikanische Enduro Kart-Meisterschaft 1989 und 1990. 1991 wurde er bester Neueinsteiger in der Formel Ford 1600. Im darauffolgenden Jahr gewann er den USAC Formel 2000 West Titel.
Ab 1993 fuhr er in der CART Indy Lights Serie. Nachdem er 1994 drei Rennen gewinnen konnte, stellte er 1995 mit zehn Siegen in zwölf Rennen einen Rekord auf und wurde Meister in dieser Serie.

## Champ-Car-Serie
Im Alter von 20 Jahren stieg er als jüngster Fahrer 1996 bei Forsythe Racing in die übergeordnete Champ-Car-Serie ein und wurde auf Anhieb Neunter der Gesamtwertung und zweitbester Rookie nach Alex Zanardi. Seinen ersten Sieg feierte Moore im Juni 1997 in Milwaukee, dem eine Woche später der zweite folgte, diesmal in Detroit. Mit damals 22 Jahren, 1 Monat und 10 Tagen war er der jüngste Fahrer, der jemals ein Rennen dieser Serie gewonnen hat. Damit beendete er diese Saison als Siebter der Gesamtwertung und verbesserte sich 1998 auf Rang 5.
1999 gewann er das erste Rennen der Saison in Homestead, hatte jedoch in den folgenden Veranstaltungen Schwierigkeiten mit dem Mercedes-Motor. Im Laufe der Saison unterschrieb er einen Vertrag mit Penske für die Saison 2000.
Am Tag vor dem letzten Rennen der Saison, dem Marlboro 500 auf dem California Speedway in Fontana, zog er sich im Fahrerlager einen Bruch an der rechten Hand zu, als er auf einem Motorroller von einem Boxenfahrzeug angefahren wurde. Er musste das kurz darauf stattfindende Qualifying auslassen, entschied sich nach einem Sondertraining aber für einen Start im Rennen.
Nachdem er vom letzten Startplatz gestartet war und sich mit zahlreichen Überholmanövern bereits in die Top-10 vorgearbeitet hatte, verlor er in der zehnten Runde die Kontrolle über sein Fahrzeug und prallte mit rund 220 mph (350 km/h) gegen eine der Betonmauern im Innenbereich des Ovals. Beim Aufprall wirkten Kräfte von 154 g auf Moores Schädel, wobei er sich tödliche Kopfverletzungen zuzog. An gleicher Stelle war sechs Runden zuvor Richie Hearn verunglückt, blieb aber unverletzt. Im Gegensatz zu Hearn wurde Moores Fahrzeug von einer asphaltierten Zugangsstraße in der gräsernen Auslaufzone ausgehoben. Dadurch überschlug sich das Fahrzeug seitwärts und schlug mit der Cockpitöffnung voran in eine Begrenzungsmauer ein. Obwohl Moore per Rettungshubschrauber in ein nahegelegenes Krankenhaus geflogen wurde, verstarb er kurz darauf. Die Siegerehrung und die ebenfalls im Anschluss an das Rennen stattfindende Ehrung der Gewinner der Meisterschaft wurden daraufhin abgesagt.
Nach dem Unfall wurde die Auslaufzone vollständig asphaltiert. Moores Startnummer 99 wurde von den Verantwortlichen der Champ-Car-Serie in Anerkennung seines Talentes und seiner Person zurückgezogen; in der konkurrierenden IndyCar Series wurde die Nummer bis zum Jahr 2009 nur einmal verwendet: Beim Indianapolis 500 2003, ausgerechnet für ein von Richie Hearn gefahrenes Auto.
Moore wurde in Vancouver beigesetzt.